# Zygmunt Jankowski

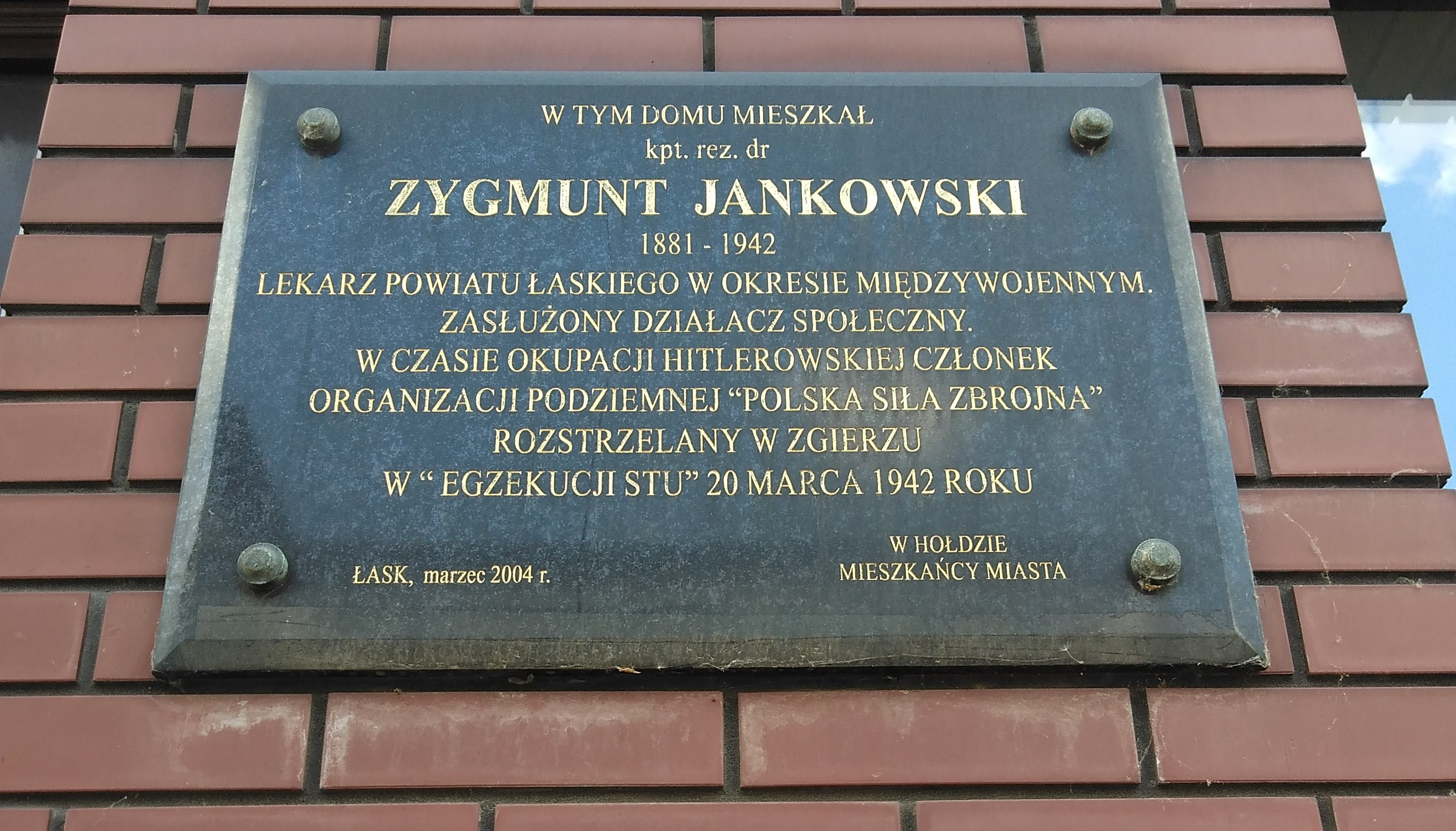
Tablica upamiętniającą Zygmunta Jankowskiego w Łasku przy ul. Kościuszki 8.

Zygmunt Kacper Jankowski (ur. 25 grudnia 1880 w Nowomińsku, zm. 20 marca 1942 w Zgierzu) – polski chirurg i działacz społeczny, dyrektor szpitala w Łasku, ofiara zbrodni zgierskiej.

## Edukacja
Ukończył gimnazjum w Orenburgu (1902). Studiował medycynę na Uniwersytetach w: Warszawie (1902-1905), Krakowie (1905-1907) i Juriewie (1910-1913). Dyplom lekarza uzyskał w 1914 r.

## Praca zawodowa
Zdobywał doświadczenie zawodowe w Klinice Chorób Wewnętrznych na Uniwersytecie Jagiellońskim oraz w Klinice prof. Tomasza Solmana w Warszawie. Przez większość życia związany był z Łaskiem, gdzie pracował jako lekarz powiatowy, lekarz szkolny i dyrektor miejscowego szpitala. Dążył do poprawy warunków lecznictwa w mieście. Był w gronie inicjatorów budowy nowego szpitala w Łasku (przy ul. Warszawskiej 62). Pracował jako lekarz Prywatnego Gimnazjum Koedukacyjnego Stowarzyszenia Szkoły Średniej i w 1931 r. wchodził w skład zarządu tej placówki. Był członkiem Towarzystwa Medycyny Społecznej. W styczniu 1942 r. został przeniesiony przez władze okupacyjne do Aleksandrowa.

## Działalność społeczna
Należał do Łaskiej Straży Ogniowej od 1909 r., a w latach 1915-1921 pełnił funkcję jej prezesa. W tym okresie prężnie działał na rzecz rozwoju tej organizacji m.in. poprzez organizację sprzętu gaśniczego, budowę nowej remizy oraz reaktywację orkiestry dętej. W latach 1934–1938 kierował oddziałem powiatowym PCK. W 1934 r. był prezesem miejscowego Towarzystwa Gimnastycznego „Sokół”. Ponadto udzielał się w radzie parafialnej, Radzie Komunalnej Kasy Oszczędności powiatu łaskiego oraz w Obozie Zjednoczenia Narodowego. 

## Śmierć
W marcu 1942 został aresztowany, a następnie zamordowany w publicznej egzekucji w Zgierzu.

## Upamiętnienie
- nazwisko Zygmunta Jankowskiego widnieje na liście ofiar umieszczonej na Pomniku Stu Straconych w Zgierzu[5]
- w 2004 w Łasku odsłonięto tablicę pamiątkową na budynku (ul. Kościuszki 8), który zamieszkiwał Zygmunt Jankowski[2][6]